# Lissonota pimplator
Lissonota pimplator är en stekelart som först beskrevs av Zetterstedt 1838.  Lissonota pimplator ingår i släktet Lissonota och familjen brokparasitsteklar. Arten är reproducerande i Sverige. Inga underarter finns listade i Catalogue of Life.